# Château de Montferrand (Hérault)

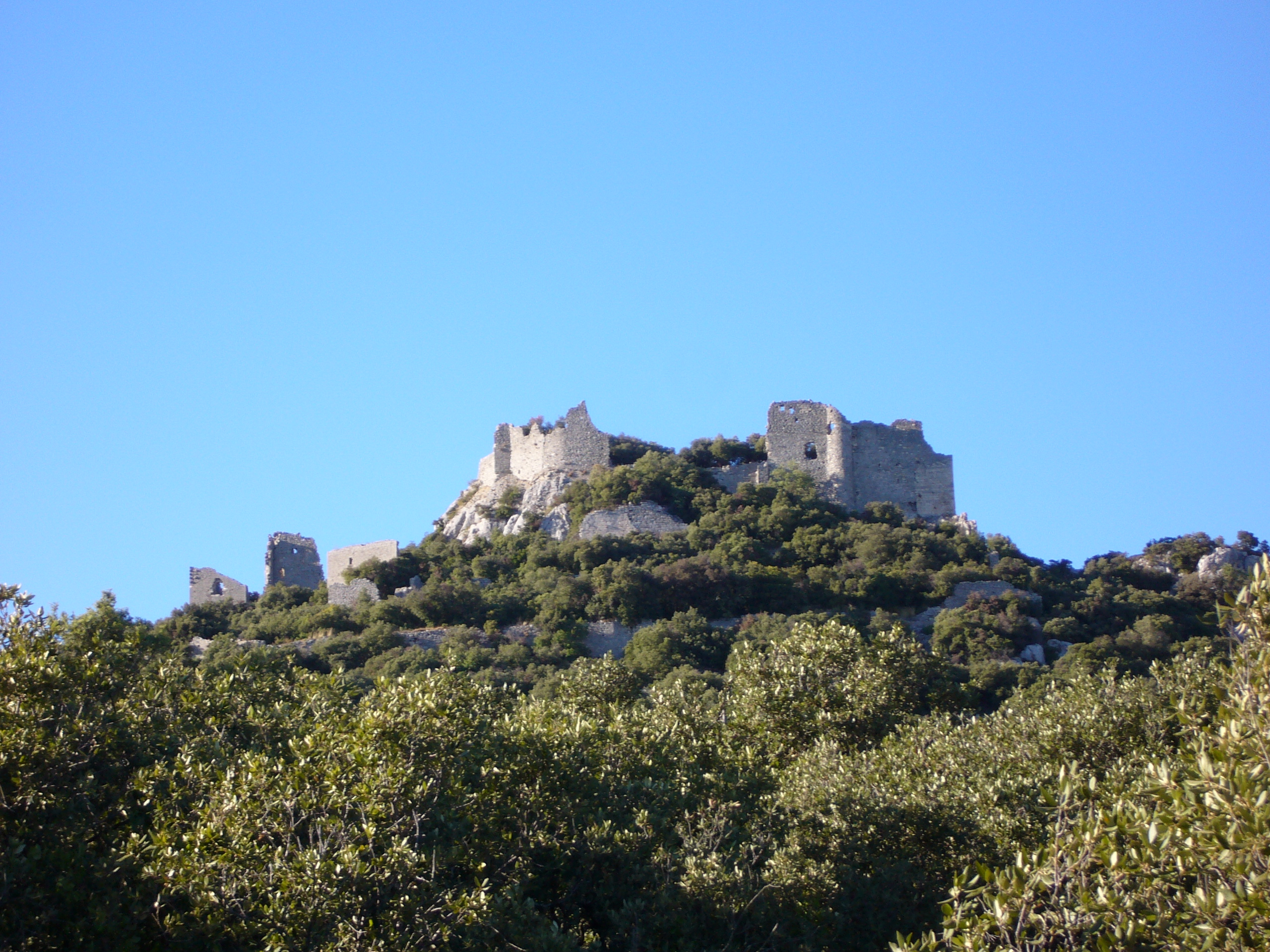
Blick auf die Festung

Das Château de Montferrand ist eine mittelalterliche Festungsruine aus dem 12. Jahrhundert auf dem Gebiet der Gemeinde Saint-Mathieu-de-Tréviers im Département Hérault in der Region Okzitanien in Frankreich. Eigentümer waren u. a. die Grafen von Melgueil. Die Burg diente nie als Wohnburg, sondern war immer Bestandteil des Verteidigungssystems zur Sicherung der Herrschaft ihrer jeweiligen Besitzer.
Seit dem 4. April 2022 ist das Château de Montferrand klassifiziert als „8ᵉ monument classé du Grand Pic Saint-Loup“, zusammen mit dem Château de Cambous, den Kirchen von Assas, Claret, Saint-Martin-de-Londres und Saint-Jean-de-Buèges und den prähistorischen Fundstätten in Lebous und Suquet.

## Lage
Die Burg von Montferrand liegt auf 400 Metern Höhe auf dem Kamm des Kalksteingipfels des Pic Saint-Loup. Sie befindet sich in einem schwer zugänglichen Garriguen-Gebiet mitten in einem Wald aus Steineichen und ist nur zu Fuß über den Fernwanderweg GR 60 zu erreichen.

## Geschichte
Die Burg wurde erstmals Anfang des 12. Jahrhunderts urkundlich genannt. Schon 1132 wurde erwähnt, dass die Burg zu den Grafen von Melgueil gehört. Der Graf von Toulouse, Alphonse Jourdain, beanspruchte seine Rechte an der Burg Montferrand und einem Teil der Grafschaft Melgueil, die dem Osten des Departements Hérault entsprach. Die Grafschaft Melgueil ist in zwei Bezirke unterteilt: Melgueil (jetzt Mauguio, deren Feudalburg völlig verschwunden ist) und die von Montferrand. 1215 wurde die Burg vom Grafen von Toulouse, Raymond VI. Burg Mornas im Zusammenhang mit dem Albigenserkreuzzugs beschlagnahmt, und vom Papst an den Bischof von Maguelone als Lehen vergeben, der damit Graf von Melgueil und Montferrand wurde.
Im Jahr 1536 wurde der Sitz der Diözese Maguelone nach Montpellier verlegt und die Burg wurde in Kriegshandlungen während der Religionskriege verwickelt. 1574 eroberten die Protestanten die Burg. 1584 übernahm Antoine de Cambous die Burg, die damit wieder katholisch wurde.
1611 wurden unter Bischof Pierre de Fenouillet die Befestigungen ausgebaut, um dem Beschuss durch Artillerie besser Stand zu halten. Die protestantischen Truppen des Herzogs von Rohan belagerten die Burg ohne Erfolg. Während der Hugenottenaufstände 1622 wurde die Burg vergeblich von den katholischen Truppen des Herzogs Heinrich de Montmorency belagert. Im folgenden Jahr, nachdem der Herzog die Stadt Montpellier für die katholische Partei erobert hatte, wurde Jacques Valat von Bischof Pierre de Fenouillet zum Herrn der Burg ernannt. Nach seinem Tod 1659 verfiel die Burg,

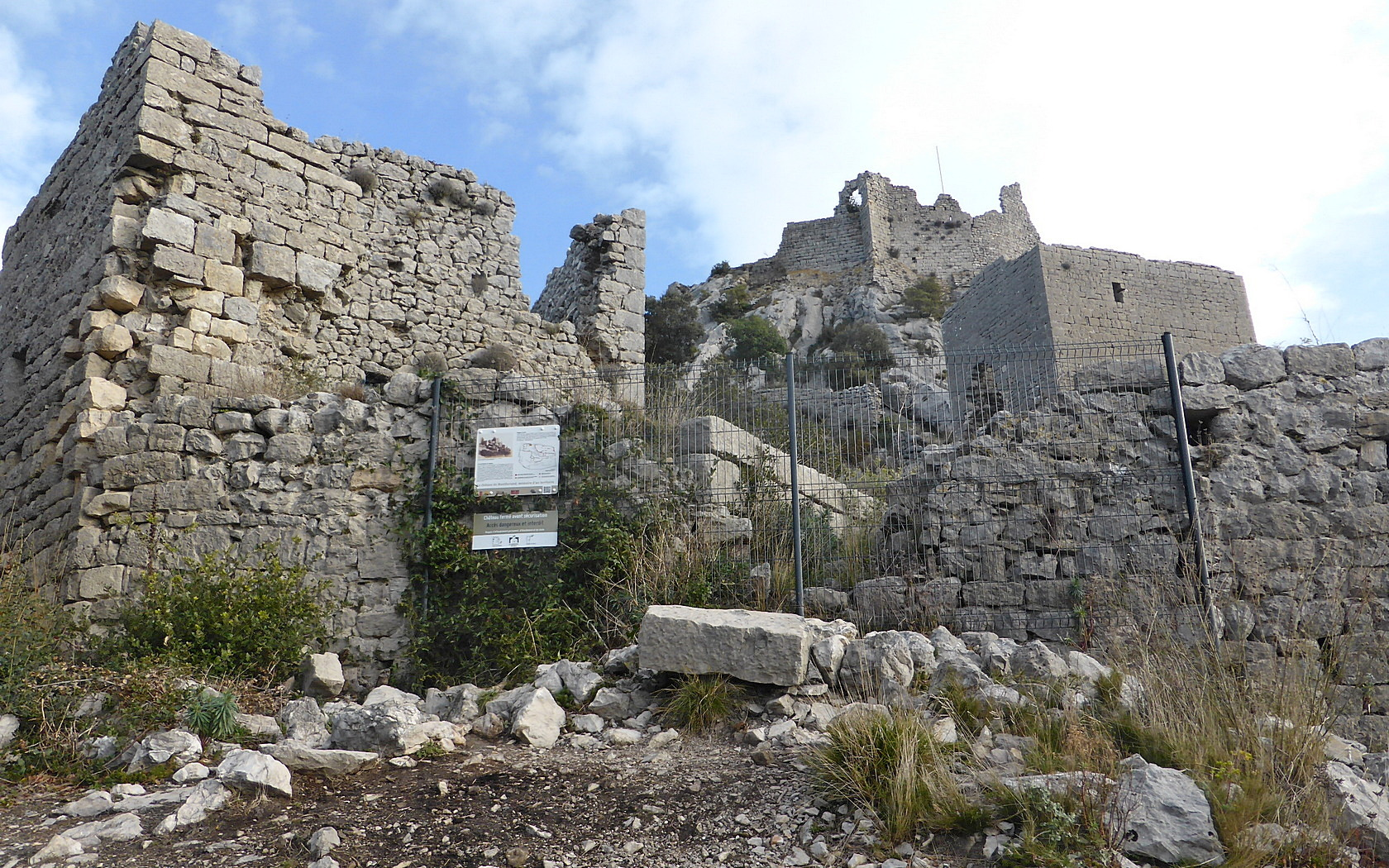
Das Chateu de Montferrand, 2021

Nach dem Ende der Religionskriege ließ Ludwig XIV. durch Colbert die Festung schleifen. Die Steine wurden demjenigen als Lohn angeboten, der sich bereit erklärte, mit dem Abriss fortzufahren. Der Abriss geriet jedoch ins Stocken wegen der Schwierigkeiten des Abtransports in dem zerklüfteten Gelände. Die Burg war seit 1709 weitgehend niedergelegt.
Seit 2009 ist die Burg Eigentum des Gemeindeverbandes Grand Pic Saint-Loup. 2017 wurde das Gelände eingezäunt und gesichert und ist nicht mehr für Besucher zugänglich.

## Erhaltungsprojekt
2017 hat der Gemeindeverband Grand Pic Saint-Loup ein Projekt gestartet, die Burgruine in ihrem jetzigen Zustand zu sichern und zu erhalten, sowie die Zufahrt zur Burg, die sich in einem gefährlichen Zustand befindet, zu sichern.
Ziele der Sicherungs- und Sanierungsarbeiten sind:
- den Besuch für Wanderer und Besucher zu sichern;
- die Bausubstanz zu sichern, zu stabilisieren, indem die baufälligen Abschnitte, die einsturzgefährdet sind, konsolidiert und weitmöglichst erhalten werden;
- Sanierung des umliegenden Geländes und Aufbereitung für die Anforderungen durch den Tourismus, d. h. Schaffung einer sicheren Zufahrt, Anlage von Parkplätzen; Rekonstruktion der Bauteile, die für den Tourismus interessant sind und saniert werden können. Das betrifft u. a. die Rekonstruktion der Burgkapelle und der Räume, die in Zukunft für Ausstellungen oder kulturelle Veranstaltungen nutzbar gemacht werden können.

Die Burg ist nach Dekret vom 15. Juni 2022 als historisches Denkmal aufgeführt, und eine neue Klassifizierungsordnung vom 25. März 2024 ersetzt die vorherige.